# Сусат (река)
Суса́т — протока в Ростовской области России. Соединяет реку Сал с Доном. Длина — 63 км.

## Название
От реки получили названия следующие объекты: посёлок Сусатско-Донской, хутор Сусат, а от него в свою очередь получило название Сусатское сельское поселение.

## Течение
Река протекает по территории Семикаракорского, Багаевского и Усть-Донецкого районов Ростовской области.

## Бассейн
Сусат входит в сложную систему староречий и ериков левобережья Дона. Река отделяется от Сала недалеко от его устья. С Салом Сусат также соединяется через реку (канал) Салак, отделяющуюся от Сала выше по течению от истока Сусата, и впадающей в Сусат недалеко от его истока. С Западным Манычем река соединяется через реку Подпольную, которая отделяется от Сусата в нижнем течением, и впадает в Западный Маныч к юго-западу от посёлка Дачного. С Доном река соединяется через рукав Старый Дон, отделяющийся от Сусата недалеко от его устья.
- Сал → Сусат → → → → → Дон

↘Салак↗ ↓ ↘Старый Дон↗
↙
- Подпольная

↓
- Западный Маныч

## Населённые пункты
- х. Костылевка
- х. Сусат